# Homininae
Homininae é uma subfamília da família Hominidae. Inclui tanto a Homo sapiens e seus parentes extintos, como também os gorilas e chimpanzés. Portanto compreende também homínideos fósseis como os Australopithecus que, de acordo com as investigações genéticas, tiveram até há 7 milhões de anos antepassados comuns junto com os humanos, os chimpanzés e os gorilas.
Até 1980, a família Hominidae era considerada integrada somente pelos humanos e seus antepassados imediatos, quando que os símios antropomorfos eram classificados na família Pongidae. Os descobrimentos da paleogenética impuseram a revisão da classificação, e a inclusão dos grandes símios e os humanos juntos na família Hominidae, a qual se divide em duas subfamílias: Ponginae (os orangotangos), e Homininae, que se separaram há 11 milhões de anos. A taxonomia do Hominóides tem sofrido diversas alterações na classificação dos primatas nos anos recentes.

## Tribos
A subfamília Homininae pode subdividir-se em duas tribos: Gorillini (gorilas) e Hominini (chimpanzés e humanos). A espécie Nakalipithecus nakayamai, do Alto Mioceno inicial, descrita em 2007, e talvez também sua contemporânea Ouranopithecus, são membros basais deste clado, não assimilável ao gorila ou à linhagem dos chimpanzé-seres humanos. Eles sugerem que as tribos Homininae divergem não anteriormente a aproximadamente 8 milhões de anos atrás.

## Classificação taxonómica
Homininae
- Pierolapithecus†
  - Pierolapithecus catalaunicus
- Udabnopithecus†
  - Udabnopithecus garedziensis
- Tribo Dryopithecini†
  - Oreopithecus (classificação em debate)
    - Oreopithecus bambolii

  - Nakalipithecus
    - Nakalipithecus nakayamai

  - Anoiapithecus
    - Anoiapithecus brevirostris

  - Dryopithecus
    - Dryopithecus wuduensis
    - Dryopithecus fontani
    - Dryopithecus brancoi
    - Dryopithecus laietanus
    - Dryopithecus crusafonti
- Rudapithecus†
  - Rudapithecus hungaricus
- Samburupithecus†
  - Samburupithecus kiptalami
- Tribo Gorillini
  - Chororapithecus † (classificação em debate)
    - Chororapithecus abyssinicus

  - Género Gorilla
    - Gorila-do-ocidente, Gorilla gorilla
      - Gorila-ocidental-das-terras-baixas, Gorilla gorilla gorilla
      - Gorila-do-rio-cross, Gorilla gorilla diehli'

    - Gorila-do-oriente, Gorilla beringei
      - Gorila-das-montanhas, Gorilla beringei beringei
      - gorila-de-grauer, Gorilla beringei graueri
- Tribo Hominini
  - Subtribo Panina
    - Género Pan
      - Chimpanzé, Pan troglodytes
        - Chimpanzé-central, Pan troglodytes troglodytes
        - Chimpanzé-ocidental, Pan troglodytes verus
        - chimpanzé-da-Nigéria-Camarões , Pan troglodytes ellioti
        - Chimpanzé-oriental, Pan troglodytes schweinfurthii

      - Bonobo , Pan paniscus

  - Subtribo Hominina
    - Sahelanthropus† (estado do hominini em ampla disputa)
      - Sahelanthropus tchadensis

    - Orrorin†
      - Orrorin tugenensis

    - Ardipithecus†
      - Ardipithecus ramidus
      - Ardipithecus kadabba

    - Kenyanthropus† (classificação em debate)
      - Kenyanthropus platyops

    - Praeanthropus†[9]
      - Praeanthropus bahrelghazali
      - Praeanthropus anamensis
      - Praeanthropus afarensis

    - Australopithecus†
      - Australopithecus africanus
      - Australopithecus garhi
      - Australopithecus sediba

    - Paranthropus†
      - Paranthropus aethiopicus
      - Paranthropus robustus
      - Paranthropus boisei

    - Homo – antepassados directos de humanos
      - Homo gautengensis†
      - Homo rudolfensis†
      - Homo habilis†
      - Homo floresiensis†
      - Homo erectus†
      - Homo ergaster†
      - Homo antecessor†
      - Homo heidelbergensis†
      - Homo cepranensis†
      - Hominídeo de Denisova (falta-lhe atribuir ainda um nome científico)†
      - Homo neanderthalensis†
      - Homo rhodesiensis†
      - Homo sapiens
        - Humanos anatomicamente modernos, Homo sapiens sapiens
        - Homo sapiens idaltu†
        - Homo sapiens arcaico (Cro-Magnon)†
        - Homem da caverna do Veado Vermelho† (o nome científico ainda está por se lhe atribuir; talvez seja uma raça de humanos modernos ou um híbrido[10] de humano moderno e hominídeo de Denisova.[11])

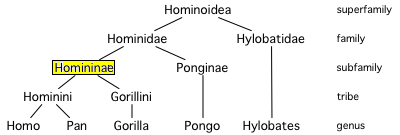
Árvore filogenética